# Hensuki
Hensuki (jap. 変好き), Abkürzung für Kawaikereba Hentai demo Suki ni Natte Kuremasuka? (可愛ければ変態でも好きになってくれますか？, „Wenn ich niedlich bin, verliebst du dich dann in mich, auch wenn ich pervers bin?“), ist eine von Tomo Hanami verfasste Romanreihe, die seit 2017 im Magazin MF Bunko J des Verlages Media Factory erscheint und in den Stilrichtungen Romantische Komödie, Harem sowie Ecchi zu verorten ist.
Der Romanzyklus folgt dem Oberschüler Keiki Kiryū, der eines Tages nach dem Aufräumen des Kalligrafie-Klubraumes einen anonym an ihn gerichteten Liebesbrief sowie ein beiliegendes Höschen findet. Er beschließt, seine selbst ernannte „Cinderella“ zu finden, denn der Kreis der Verdächtigen scheint überschaubar. Auf seiner Suche nach der Verfasserin des Briefes muss er jedoch feststellen, dass die infrage kommenden Mädchen Perverslinge sind.
Die Light Novel wurde als Mangareihe umgesetzt, die zwischen 2017 und 2021 erschien und sechs Bände umfasst. Im Jahr 2019 wurde überdies die Produktion einer Anime-Fernsehserie angekündigt, die im selben Jahr im japanischen Fernsehen startete und international von Crunchyroll im Simulcast gezeigt wurde. Des Weiteren erschien ein Hörspiel und ein RPG-Browserspiel zum Franchise. Überdies existierte eine Internetradio-Sendung, die von Ayana Taketatsu und Rina Hidaka, die Sprecherinnen von Sayuri Tokihara und Yuiko Koga, moderiert wurde.

## Handlung
Keiki Kiryū ist ein normaler Oberschüler, Mitglied im schulinternen Kalligrafie-Klubs und Aushilfe in der Schulbibliothek. Eines Tages wird Keiki von seiner Lehrerin damit beauftragt, den Klubraum des Kalligrafie-Klubs zu säubern, da sich die Präsidentin Sayuki Tokihara davor drückt. Dabei wird er neben Tokihara auch von der Zehntklässlerin Yuiko Koga, seiner Klassenkameradin und guten Freundin Mao Nanjō und seiner kleinen Schwester Mizuha unterstützt. Als die Aufräumarbeiten beendet sind und sich die Mädchen auf dem Heimweg befinden ist es Keiki, der noch ein letztes Mal den Klubraum betritt, um Wischmob und Eimer in den Raum zurückzubringen. Dabei findet er einen anonym verfassten an ihn gerichteten Liebesbrief dem scheinbar ein Höschen beiliegt.
Am Folgetag spricht Keiki mit seinem besten Freund Shōma Akiyama über den Brief und sie versuchen den Kreis der möglichen Verfasserinnen einzugrenzen, wobei Keiki seine Schwester ausschließt. Er beschließt, die von ihnen „Cinderella“ benannte Verfasserin des Briefes zu finden. So kommt er der Klubpräsidentin Sayuki Tokihara, Yuiko Koga und Mao Nanjō näher und muss feststellen, dass sie alle ein Geheimnis haben: Sie haben allesamt einen perversen Charakterzug. So will eines der Mädchen von ihm „als Hündchen gehalten“ werden, während die andere Mitschülerin ihn zu „versklaven“ versucht. Noch nicht genug von den Überraschungen entpuppt sich die dritte potenzielle Kandidatin als Fujoshi, die Keiki und Shōma als Referenzmaterial für ihren Boys-Love-Manga, welcher relativ erfolgreich geworden ist, benutzt und Keiki darum bittet tatsächlich eine Beziehung mit seinem besten Freund zu beginnen.
Zudem muss Keiki feststellen, dass sich der Kreis der möglichen Verfasserinnen nicht auf diese drei Personen beschränkt, denn entgegen seiner Erinnerung den Klubraum am Vortag nach dem Verlassen der Schule abgeriegelt zu haben, muss er feststellen, dass seine Lehrerin den Raum nicht verschlossen vorfand. So begegnet er auf seiner Suche nach dem Absender des Liebesbriefes weiteren Schülerinnen, die sich als unter anderem als Geruchsfetischistin bzw. als Stalkerin outen. Durch ein am Putztag entstandenes Foto kann er schließlich seine „Cinderella“ identifizieren.

## Charaktere

### Hauptcharaktere
Keiki Kiryū (桐生 慧輝, Kiryū Keiki)
Ein Schüler im zweiten Jahr an der Momosawa-Oberschüler, Mitglied im Kalligrafie-Klub und Helfer in der Schulbibliothek. Er hat einen freundlichen und zuvorkommenden, aber auch ernsthaften Charakterzug. Seine Freundlichkeit verhilft ihm zu einer gewissen Beliebtheit unter den Schülerinnen. So ist es Keiki, der den Kalligraphie-Klub vor der Schließung bewahrt, als er sich freiwillig in den Schulklub einschreibt. Er ist sehr fürsorglich, vor allem gegenüber seiner kleinen Schwester, weswegen andere ihm einen Schwesterkomplex attestieren. Eines Tages findet er einen anonymen Liebesbrief, der an ihn adressiert ist sowie ein Höschen. Er beschließt daraufhin, die Verfasserin des Briefes ausfindig zu machen.
Sayuki Tokihara (朱鷺原 紗雪, Tokihara Sayuki)
Eine Schülerin im dritten Jahr der Momosawa-Oberschule und Präsidentin des Kalligrafie-Klubs der Schule. Sie ist masochistisch veranlagt. Dies äußert sich darin, dass sie Keiki darum bittet, ihr „Herrchen“ zu werden. Sie stellt insgeheim Kameras auf um Filmmaterial zu erhalten, um ihn zu erpressen ihren Fetisch zu befriedigen. Sie weiß um Yuikas Vorlieben seit ihrer ersten Begegnung und sieht in ihr eine ernstzunehmende Rivalin um Keikis Aufmerksamkeit. Von Yuika wird sie „Hexe“ genannt.
Yuika Koga (古賀 唯花, Koga Yuika)
Eine Schülerin in der zehnten Klasse der Momosawa-Oberschule und Keikis Assistentin in der Schulbibliothek. Sie ist zu einem viertel kaukasischer Herkunft, hat blondes Haar und blaue Augen. Anfangs ist sie anderen Mitschülern schüchtern und abweisend gegenüber. Erst durch Keikis entschlossenen Versuche mit ihr zu sprechen, öffnet sie sich nach und nach ihren Mitmenschen. Insgeheim ist sie eine Sadistin und wünscht sich Keiki zu ihrem Sklaven zu machen. Sie weiß um Sayukis Fetisch und versucht, Keiki von Sayukis Versuchen ihm näher zu kommen zu „schützen.“
Mao Nanjō (南條 真緒, Nanjō Mao)
Eine Schülerin in Keikis Klasse und eine enge Freundin von ihm und Shōma. Insgeheim ist sie eine Fujoshi und fantasiert über homoerotischen Situationen zwischen den beiden, welche sie als Referenzvorlage für ihren eigenen Boys-Love-Manga nutzt. Sie bittet Keiki tatsächlich mit Shōma eine Beziehung zu beginnen zum einen, um ihre Fantasien zu befriedigen und zum anderen um ihr bei ihrer Arbeit zu unterstützen. Sie erhält später ein Angebot einen Shōjo-Manga zu schreiben.
Mizuha Kiryū (桐生 瑞葉, Kiryū Mizuha)
Keikis jüngere Schwester. Ihr Bruder ist ihr die wichtigste Person. Das zeigt sich darin, dass sie mit Keiki – laut seiner Auffassung – regelmäßig „flirtet“, was sich darin äußert ihn zu verwöhnen in der Hoffnung selbst von ihm verhätschelt zu werden bis hin, dass sie sich heimlich in Keikis Bett schleicht, weswegen andere denken, dass er einen Schwesterkomplex habe. Es wird aufgeklärt, dass sie die gesuchte „Cinderella“ ist, die Keiki einen Liebesbrief geschrieben und ihr Höschen hinterlassen hat. Auch stellt sich heraus, dass Mizuha in Wahrheit Keikis Adoptivschwester ist und somit nicht blutsverwandt sind. In der fünften Klasse hatte sie eines Tages vergessen Wechselunterwäsche mit in die Schule zu bringen, sodass sie nach dem Schwimmunterricht keine Unterwäsche trug. Aufgrund dieser Situation hat sie eine Tendenz zum Exhibitionismus entwickelt, der sich dahingehend äußert, dass oftmals keine Unterwäsche in der Schule trägt und heimlich Striptease-Selfies mit ihrer Handykamera schießt. Diese Gewohnheit sorgte schließlich dafür, dass dem Liebesbrief an ihren Adoptivbruder ihr Höschen beilag.
Shōma Akiyama (秋山 翔馬, Akiyama Shōma)
Ein Klassenkamerad von Keiki und dessen bester Freund. Er ist ein ausgewiesener Lolicon. Shōma unterstützt Keiki regelmäßig bei der Suche nach der Verfasserin des Liebesbriefes.

### Nebencharaktere
Koharu Ōtori (鳳 小春, Ōtori Koharu)
Eine Schülerin im dritten Jahrgang an der Momosawa-Oberschule und Vorsitzende des Astronomie-Klubs. Obwohl sie bereits das dritte Oberschuljahr besucht ist sie von einer kleinen, eher kindlich aussehenden Statur. Sie ist in Keikis besten Freund Shōma Akiyama verliebt, hat jedoch Angst aufgrund von dessen Neigung als Lolicon von ihm abgewiesen zu werden sofern er erfährt, dass sie älter als er ist. Deswegen stalkt Shōma und macht heimlich Bilder von ihm. Auch hat sie einen Hang zum Voyeurismus. Sie erprisst Keiki mit einem heimlichen Foto von ihm und der Präsidentin des Kalligraphie-Klubs und fordert ihn auf, ihr zu helfen, Shōma näher zu kommen.
Ayano Fujimoto (藤本 彩乃, Fujimoto Ayano)
Eine Schülerin des zweiten Jahrgangs an der Momosawa-Oberschule und Vize-Schülersprecherin (später Schülersprecherin). Sie hat einen Fetisch für Körpergerüche (Olfactophilie) und schleicht oftmals um die Umkleidekabinen der Jungs. Besonders Keikis Körpergeruch hat es ihr angetan, weswegen sie ihn regelmäßig darum bittet, ihr seine Unterwäsche zu leihen.
Shiho Takasaki (鷹崎 志帆, Takasaki Shiho)
Eine Schülerin im dritten Jahr der Momosawa-Oberschule und Präsidentin der Schülervertretung, die in ihrer Freizeit gerne Videospiele spielt. Da Keiki der Schülervertretung oft ausgeholfen hat, sind beide miteinander bekannt. Als der Kalligraphie-Klub die Klubgelder missbräuchlich verwendet, ist es Shiho die Keiki zu einem zeitweiligen Mitglied der Schülervertretung ernennt – was eine ihrer Bedingungen für das Erlassen der Schulden des Klubs ist. Sie hat ein spezifisches Interesse an Keiki aufgrund seiner Beliebtheit bei den Mitschülerinnen, da sie ein Netorare-Fetisch hat und aufgeregt wird, wenn sie sie sieht, wie ihre große Liebe von anderen „gestohlen“ wird.
Airi Nagase (長瀬 愛梨, Nagase Airi)
Eine Schülerin im ersten Jahr der Momosawa-Oberschule und Schatzmeisterin der Schülervertretung. Aufgrund eines Vorfalls in ihrer Vergangenheit, welches sie traumatisierte, reagiert sie aus Angst auf ihre männlichen Mitschüler kalt und abweisend. Aufgrund der Art wie sie ihre Mitschülerinnen und Mitschüler umgeht wird ihr nachgesagt, eine Tsundere zu sein. Im Laufe der Geschichte wird bekannt, dass sie ein Fan von Girls-Love-Geschichten ist und selbst eigene Yuri-Mangas schreibt, weswegen Keiki sich fragt, ob sie lesbisch ist.
Rin Mitani (三谷 凛, Mitani Rin)
Spitzname Rintaro (凛太郎 Rintarō), ein Schüler im ersten Jahr an der Momosawa-Oberschule und Sekretär der Schülervertretung. Obwohl er ein Junge ist, verkleidet er sich als Mädchen wenn er für die Schülervertretung aktiv ist.
Megumi Onizuka (鬼塚 恵, Onizuka Megumi)
Eine Schülerin im zweiten Jahr der Oberschule, die an den Wahlen zum Schülersprecher antritt und gegen Ayano Fujimoto verliert. Sie wird zur Vertreterin der Schülersprecherin gewählt.
Professor Okita (沖田先生, Okita-sensei)
Frau Okita ist Lehrerin an der Momosawa-Oberschule und Beraterin des Kalligraphie-Klubs. Im Laufe der Serie wird angedeutet, dass sie in einer heimlichen Beziehung zu einem Schüler ist.
Mifuyu Tokihara (朱鷺原 美冬, Tokihara Mifuyu)
Sayukis Mutter. Sie weiß nichts von den masochistischen Tendenzen ihrer Tochter. Allerdings offenbart sich, dass auch Mifuyu einen perversen Charakterzug besitzt. So schaut sie scheinbar aus Gewohnheit unter die Röcke anderer Mädchen und sammelt heimlich Höschen.

### Weitere Charaktere
Yūhi Akiyama (秋山 優妃, Akiyama Yūhi)
Shōmas ältere Schwester und Zwillingsschwester von Asahi.
Asahi Akiyama (秋山 あさひ, Akiyama Asahi)
Shōmas ältere Schwester und Zwillingsschwester von Yūhi.
Naoya Inui (乾 直也, Inui Naoya)
Ein Schüler im dritten Jahr an der Momosawa-Oberschule. Er ist seit seiner Kindheit mit Megumi befreundet. Im Verlauf der Geschichte werden er und Megumi ein Paar.

## Medien

### Light Novel und Manga
Hensuki ist eine Romanreihe, die von Tomo Hanama geschrieben und mit Illustrationen von sune versehen wird. Die Romane enthalten neben jeweils den fünf handlungsgebenden Kapiteln ein Prolog, Epi log sowie ein Nachwort des Autors Hanama. Das Cover der ersten neun Bände des Romanzyklus zeigt jeweils einen weiblichen Charakter der Geschichte beim Ausziehen ihrer Kleidung.
Der erste Band erschien in Japan am 25. Januar 2017 im Magazin MF Bunko J des Medienverlages Media Factory, welches zum Konzern Kadokawa gehört. Der achte Band, welcher am 25. Juli 2019 in Japan erschien, erhielt eine spezielle Ausgabe mit zusätzlichen Illustrationen. Bis einschließlich dem 25. Januar 2021 wurden zwölf Bände der Light-Novel-Reihe veröffentlicht.
| Band | Veröffentlichung (Japan) | ISBN (Japan)                                                                         |
| ---- | ------------------------ | ------------------------------------------------------------------------------------ |
| 1    | 25. Jan. 2017            | ISBN 978-4-04-069008-7.                                                              |
| 2    | 25. Mai 2017             | ISBN 978-4-04-069279-1.                                                              |
| 3    | 25. Sep. 2017            | ISBN 978-4-04-069457-3.                                                              |
| 4    | 25. Jan. 2018            | ISBN 978-4-04-069672-0.                                                              |
| 5    | 25. März 2018            | ISBN 978-4-04-069915-8.                                                              |
| 6    | 25. Okt. 2018            | ISBN 978-4-04-065236-8.                                                              |
| 7    | 25. Feb. 2019            | ISBN 978-4-04-065528-4.                                                              |
| 8    | 25. Juli 2019            | ISBN 978-4-04-065855-1. (reguläre Version) ISBN 978-4-04-065856-8. (Special Edition) |
| 9    | 25. Dez. 2019            | ISBN 978-4-04-064185-0.                                                              |
| 10   | 25. Apr. 2020            | ISBN 978-4-04-064586-5.                                                              |
| 11   | 25. Sep. 2020            | ISBN 978-4-04-064943-6.                                                              |
| 12   | 25. Jan. 2021            | ISBN 978-4-04-680161-6.                                                              |
| 13   | 25. Juni 2021            | ISBN 978-4-04-680511-9.                                                              |

Eine Manga-Umsetzung mit Zeichnungen von CHuN erschien von 2017 bis 2021 im Monthly Dragon Age des Mangaverlages Fujimi Shobō. Der Manga wurde zwischen dem 25. Mai 2018 und dem 9. Februar 2021 in sechs Bänden im Tankōbon abgeschlossen.
| Band | Veröffentlichung (Japan) | ISBN (Japan)            |
| ---- | ------------------------ | ----------------------- |
| 1    | 25. Mai 2018             | ISBN 978-4-04-072707-3. |
| 2    | 9. Nov. 2018             | ISBN 978-4-04-072949-7. |
| 3    | 25. Juli 2019            | ISBN 978-4-04-073258-9. |
| 4    | 9. Okt. 2019             | ISBN 978-4-04-073362-3. |
| 5    | 25. Apr. 2020            | ISBN 978-4-04-073612-9. |
| 6    | 9. Feb. 2021             | ISBN 978-4-04-073983-0. |

Ein Ableger-Manga unter dem Titel Kawaikereba Hentai demo Suki ni Natte Kuremasuka? Abnormal Harem mit Zeichnungen von Kanbe und Hanamoto erschien am 24. April 2020 im Magazin Young Animal Comics über den Hakusensha-Verlag. Der One-Shot zeigt alternative, „Was wäre, wenn“-Szenariem zwischen dem Protagonisten Keiki und den Mädchen der Serie.
| Band | Veröffentlichung (Japan) | ISBN (Japan)            |
| ---- | ------------------------ | ----------------------- |
| 1    | 24. Apr. 2020            | ISBN 978-4-59-216159-2. |

### Anime-Fernsehserie
Im Februar 2019 wurde bekannt, dass die Pläne zur Umsetzung der Romanreihe als Anime-Fernsehserie grünes Licht erhalten haben. Die Serie entstand unter der Regie von Itsuki Imazaki im Studio Geek Toys. Das Drehbuch wurde basierend auf der Romanvorlage von Kenichi Yamashita geschrieben. Für das Charakterdesign zeigte sich Yōsuke Itō verantwortlich. Die Musik, die in der Serie zu hören ist, wurde von Youichi Sakai komponiert. Ayaka Ōhashi singt mit Daisuki das Lied im Vorspann der Serie, während der Abspanntitel Mubyū no Hana von Mia Regina interpretiert wurde. Mia Regina sang zudem mit Nagareboshi ein Lied, welches in der siebten Episode zu hören ist während in der elften Folge das Stück Sutera vom Idol TRUE im Abspann zu hören ist.
Die zwölf Episoden umfassende Anime-Fernsehserie startete am 8. Juli 2019 im japanischen Fernsehen, wo er bis zum 23. September gleichen Jahres auf AT-X, Tokyo MX, MBS und BS11 gezeigt wurde. Im Anschluss jeder Episode wurde exklusiv auf dem Sender AT-X eine zusätzliche Episode des Kurzanime Hensuki▽ (変好き▽), welcher als Ableger zur Hauptserie zu betrachten ist.
In Nordamerika wurde Hensuki bei Funimation gezeigt, für Australien und Neuseeland erhielt Madman Entertainment die Rechte an einer Ausstrahlung der Serie im Simulcast während im süd- und südostasiatischen Raum Muse Communication den Anime sendete. Funimation gab zudem bekannt, dass Hensuki eine englischsprachige Synchronisation erhält. In Deutschland ist der Anime in Originalsprache mit Untertiteln auf Anime on Demand zu sehen. Im April 2021 gab Kazé Anime in einer Mitteilung bekannt, dass der Verleger die Serie in deutscher Synchronisation auf DVD und Blu-ray-Disc veröffentlichen wird. In Deutschland hat die Anime-Fernsehserie eine FSK-Freigabe ab 16 Jahren erhalten.

#### Synchronisation
| Rolle           | Japanische Stimme Anime                        | Hörspiel        |
| --------------- | ---------------------------------------------- | --------------- |
| Keiki Kiryū     | Hiro Shimono (jugendlich) Wakana Minami (Kind) | Kōhei Amasaki   |
| Sayuki Tokihara | Ayana Taketatsu                                | Ayaka Imamura   |
| Yuika Koga      | Rina Hidaka                                    | Ari Ozawa       |
| Mao Nanjō       | Iori Nomizu                                    | Satsumi Matsuda |
| Mizuha Kiryū    | Kaede Hondo                                    | Yūki Kuwahara   |
| Shōma Akiyama   | Keisuke Koumoto                                | Atsushi Tamaru  |
| Koharu Ōtori    | Ayaka Ōhashi                                   |                 |
| Ayano Fujimoto  | Anzu Haruno                                    |                 |
| Professor Okita | Suzuko Mimori                                  |                 |

#### Episodenliste
| Nr. (ges.) | Nr. (St.) | Deutscher Titel                                                            | Originaltitel                                                                                       | Erstausstrahlung Japan | Deutschsprachige Erstveröffentlichung (–) |
| ---------- | --------- | -------------------------------------------------------------------------- | --------------------------------------------------------------------------------------------------- | ---------------------- | ----------------------------------------- |
| 1          | 1         | Cinderellas verlorener Slip?!                                              | パンツを落としたシンデレラ！？ Pantsu o otoshita shinderera!?                                       | 08. Juli 2019          | 08. Juli 2019                             |
| 2          | 2         | Der wankelmütige Prinz                                                     | 優柔不断な王子様！？ Yūjū fudan na ōji-sama!?                                                       | 15. Juli 2019          | 15. Juli 2019                             |
| 3          | 3         | Eine schüchterne Cinderella?!                                              | 恥ずかしがりやのシンデレラ！？ Hazukashigari ya no shinderera!?                                     | 22. Juli 2019          | 22. Juli 2019                             |
| 4          | 4         | Eine Cinderella, die nicht ehrlich sein kann?!                             | 素直になれないシンデレラ！？ Sunao ni narenai shinderera!?                                          | 29. Juli 2019          | 29. Juli 2019                             |
| 5          | 5         | Mission “Koharu ist Zehntklässlerin”                                       | 『小春ちゃんは一年生だよ☆』大作戦 Koharu-chan wa ichi nenseidayo☆" dai sakusen                      | 05. Aug. 2019          | 05. Aug. 2019                             |
| 6          | 6         | Die herabgefallene Cinderella                                              | 落ちてきたシンデレラ！？ Ochitekita shinderera!?                                                    | 12. Aug. 2019          | 12. Aug. 2019                             |
| 7          | 7         | Abschluss der Mission “Koharu ist Zehntklässlerin”                         | 『小春ちゃんは一年生だよ☆』大作戦 完結篇 "Koharu-chan wa ichi nenseidayo☆" dai sakusen kanketsu hen | 19. Aug. 2019          | 19. Aug. 2019                             |
| 8          | 8         | Der Prinz, der seine Boxershorts verloren hat?!                            | パンツをなくした王子様！？ Pantsu o nakushita ōji sama!?                                            | 26. Aug. 2019          | 26. Aug. 2019                             |
| 9          | 9         | Mission “Keiki ist ihr Herrchen”                                           | 『慧輝くんはご主人様だよ★』大作戦！ "Toshi kagayaku n wa go shujin samadayo★" dai sakusen!          | 02. Sep. 2019          | 02. Sep. 2019                             |
| 10         | 10        | Der Prinz wurde zum Sklaven?!                                              | 奴隷になった王子様！？ Dorei ni natta ōji sama!?                                                    | 09. Sep. 2019          | 09. Sep. 2019                             |
| 11         | 11        | Cinderella zieht ihren Bikini aus?!                                        | 水着を脱いだシンデレラ！？ Mizugi o nuida shinderera!?                                              | 16. Sep. 2019          | 16. Sep. 2019                             |
| 12         | 12        | Würdest du dich verlieben, solange sie süß ist, auch wenn sie pervers ist? | 可愛ければ××でも〇〇になってくれますか？ Kawaikereba hentai demo suki ni natte kuremasuka?          | 23. Sep. 2019          | 23. Sep. 2019                             |

### Hörspiel und Internetradio
Am 25. Mai 2018 veröffentlichte Seaside Communications eine Hörspiel-CD, die von der J-Pop-Gruppe Mosaic.wav und Yksb produziert wurde. Die Synchronsprecher, die die Charaktere in der Anime-Fernsehserie sprechen sind ebenfalls im Hörspiel zu hören. Zudem erschien eine CD mit Charakterliedern zu jedem Charakter der Serie.
Zwischen dem 27. Juni und dem 3. Oktober 2019 existierte eine Internetradio-Sendung unter dem Titel Hensuki Radio: Are You Willing to Listen to the Radio with a Pervert, as Long as She's a Cutie? (変好きラジオ 〜可愛ければ変態でもラジオを聞いてくれますか？〜 Hensuki Rajio 〜 Kawaikereba Hentai demo Rajio o Kiite Kuremasuka?〜), die von Ayana Taketatsu und Rina Hidaka, den Sprecherinnen von Sayuki Tokihara und Yuika Koga, moderiert wurde.

### Videospiel
Ein RPG-Browserspiel zur Romanvorlage entstand unter dem Titel Hensuki: Are You Willing to Fall in Love with a Pervert, as Long as She's a Cutie? [Love × Sugoroku] (可愛ければ変態でも好きになってくれますか？【恋愛×スゴロク】 Kawaikereba Hentai demo Suki ni Natte Kuremasuka? [Ren’ai × Sugoroku]) durch die Entwickler Tatsutori und Atsumaru. Das Spiel entstand unter der Regie von Haruya Toma und wurde von Junichi Yoshizawa und Asahiko Itada produziert.
Das Spiel folgt den Handlungsstrang der Buchvorlage und fokussiert sich auf die Suche Keikis nach der Verfasserin des anonymen Liebesbriefes. Zudem enthält das Spiel einige Illustrationen aus der Light Novel die von sune angefertigt wurden. Das Spiel erschien am 25. Mai 2018 und wird monatlich mit Neuerungen und Verbesserungen versorgt.

## Rezeption
Der siebte Band der Romanreihe verkaufte sich knapp 8.800 mal und war im Erhebungszeitraum vom 18. Februar bis zum 11. März 2019 eine der bestverkauften Romanbände in Japan. Bis Januar 2020 verkaufte sich die Buchreihe knapp 750.000 mal in Japan.
Für Aufsehen sorgte eine Episode der Anime-Fernsehserie in der Lolicon mit Pädophilie übersetzt wurde. In besagter Folge findet Keikis jüngere Schwester einen Manga in dessen Zimmer und entgegnet diesen, dass sie bisher nicht wusste, dass er auf Lolicon stehe. In der englisch untertitelten Version wurde die Stelle mit „Ich wusste nicht, dass du ein Pädophiler bist“ übersetzt. Ein professioneller Manga-Übersetzer erklärte, dass weder er noch seine Kollegen das Wort „Lolicon“ laut in der Öffentlichkeit aussprechen würden, allerdings erklärte er, dass Pädophilie nicht die richtige Übersetzung für Lolicon sei. Der Unterschied zwischen Pädophilie und Lolicon sei, dass pädophil veranlagte Menschen richtigen Kindern nachstellen während Lolicons eine spezifische Zuneigung von Illustrationen aufweisen.
Dez Polycarpe schrieb in einer Besprechung, dass Hensuki ein lustiger Anime ist, den man einem Harem-Liebhaber empfehlen würde. Jede Episode, so Polycarpe, sorge für Lacher, wobei er gleichzeitig aufzeigt, dass man ein Buch nicht seinem Cover beurteilen solle, was der Protagonist allzu häufig im Laufe der Serie macht. In einer anderen Besprechung heißt es indes, dass der Anime trotz eines starken Hauptcharakters nur etwas Spaß gemacht habe und die Serie größtenteils generisch sei von der Animation über die Geschichte bis hin zu dem Mysterium und den übrigen Charakteren. Aufgrund dessen zieht der Kritiker das Fazit, die Serie nicht zu empfehlen und auszulassen. Auch in einer Gruppenbesprechung bei Anime News Network im Rahmen des Summer Anime Guide 2019 kam erhielt die Serie von mehreren Rezensenten gemischte bis schlechte Bewertungen.